# Želechovice
Želechovice är en ort i Tjeckien.   Den ligger i regionen Olomouc, i den östra delen av landet, 200 km öster om huvudstaden Prag. Želechovice ligger 235 meter över havet och antalet invånare är 203.
Terrängen runt Želechovice är platt åt sydväst, men åt nordost är den kuperad.Runt Želechovice är det ganska tätbefolkat, med 62 invånare per kvadratkilometer. Närmaste större samhälle är Olomouc, 19,2 km söder om Želechovice. Trakten runt Želechovice består till största delen av jordbruksmark.